# Heinz Planitzer
Heinz Planitzer (* 20. Juli 1968 in Admont) ist ein ehemaliger österreichischer Duathlet und Wintertriathlet.

## Werdegang
Heinz Planitzer wurde zwischen 1988 und 2005 mehrfach Staatsmeister im Laufen, Duathlon und Wintertriathlon.

### Dritter Europameisterschaft Wintertriathlon 2008
Bei der Europameisterschaft im Wintertriathlon wurde er im Februar 2008 Dritter und drei Wochen später Vierter bei der Weltmeisterschaft. Gemeinsam mit Sigi Bauer und Werner Uran wurde er 2008 Team-Weltmeister.
Als Mitfavorit für die Weltmeisterschaft musste er sich im August 2009 nach einem Riss der Achillessehne aus dem Leistungssport zurückziehen.
Planitzer lebt in Admont, ist heute als Trainer aktiv und betreut unter anderem die Triathletinnen Lisa Hütthaler (seit 2011) oder Sina Hinteregger.

## Sportliche Erfolge
| Datum/Jahr    | Rang | Wettbewerb                                  | Austragungsort  | Zeit     | Bemerkung                                                                   |
| ------------- | ---- | ------------------------------------------- | --------------- | -------- | --------------------------------------------------------------------------- |
| 9. März 2008  | 4    | ITU Winter Triathlon European Cup           | Mals            | 01:23:53 | hinter dem Sieger, seinem Landsmann Sigi Bauer                              |
| 23. Feb. 2008 | 4    | ITU Winter Triathlon World Championships    | Freudenstadt    | 01:40:09 | beim CoolMan                                                                |
| 1. Feb. 2008  | 3    | ETU Winter Triathlon European Championships | Gaishorn am See | 01:21:09 | Gold für Österreich im Teambewerb – zusammen mit Sigi Bauer und Werner Uran |
| 24. Feb. 2007 | 2    | ÖTRV Wintertriathlon Staatsmeisterschaft    | Weißensee       |          | 6 km Laufen, 9 km MTB und 8 km Langlaufen                                   |
| 9. Feb. 2007  | 6    | ETU Winter Triathlon European Championships | Steg            | 01:19:42 | 6 km Laufen, 10 km Mountainbike und 9,3 km Skilanglauf                      |
| 4. März 2006  | 8    | ETU Winter Triathlon European Championships | Schilpario      | 01:29:46 |                                                                             |
| 2005          | 1    | ÖTRV Wintertriathlon Staatsmeisterschaft    | Kaprun          |          |                                                                             |
| 2003          | 1    | ÖTRV Wintertriathlon Staatsmeisterschaft    | Eisenerz        |          |                                                                             |
| 1988          | 1    | ÖTRV Wintertriathlon Staatsmeisterschaft    | Osterreich      |          |                                                                             |

| Datum/Jahr    | Rang | Wettbewerb                                    | Austragungsort | Zeit     | Bemerkung                                                                                         |
| ------------- | ---- | --------------------------------------------- | -------------- | -------- | ------------------------------------------------------------------------------------------------- |
| 4. Sep. 2005  | 1    | ÖTRV Duathlon Langdistanz Staatsmeisterschaft | Weyer          | 03:19:34 | Powerman Austria – als erster Österreicher Sieger in einem Wettkampf auf der Duathlon-Langdistanz |
| 24. Apr. 2004 | 1    | ÖTRV Duathlon Kurzdistanz Staatsmeisterschaft | Wien           |          | Staatsmeister Duathlon beim Vienna Man Duathlon                                                   |
| 25. Okt. 2003 | 23   | ETU Duathlon European Championships           | Varallo        | 01:52:07 | Duathlon-Europameisterschaft auf der Kurzdistanz                                                  |

(DNF – Did Not Finish)